# Trimerotropis fratercula
Trimerotropis fratercula är en insektsart som beskrevs av Mcneill 1901. Trimerotropis fratercula ingår i släktet Trimerotropis och familjen gräshoppor. Inga underarter finns listade i Catalogue of Life.